# Luigi Cavanna
Luigi Cavanna é um médico italiano. É o chefe da enfermaria de hematologia e oncologia do hospital Guglielmo da Saliceto em Piacenza, Emília-Romanha.
Durante a segunda semana de março de 2020, no início do confinamento na Itália, Cavanna percebeu que muitos pacientes com COVID-19 em estado crítico chegavam ao seu hospital podendo ter sido tratados antes do agravamento dos sintomas.  Em face desta situação, tornou-se um dos primeiros médicos em Itália a se concentrar em visitas domiciliares para pacientes COVID-19.
Apesar da idade avançada, Cavanna começou a visitar seus pacientes nas suas casas na província de Piacenza, usando equipamentos de proteção de corpo inteiro. O seu protocolo concentra-se em ultrassons de tórax com equipamento portátil,  início rápido de tratamento e monitoramento remoto do nível de oxigénio no sangue. Cavanna também é a favor do uso de hidroxicloroquina para pacientes domiciliares com COVID-19.
De acordo com os dados que colectou durante a pandemia, menos de 5% dos pacientes que tratou em casa pioraram a ponto de terem de ser hospitalizados, demonstrando assim que uma resposta nos primeiros dias poderia causar uma diferença ajudando os hospitais a libertar espaço para pacientes que não podiam ser tratados em casa.
Devido aos seus esforços, Cavanna ganhou fama internacional, sendo também reconhecido em Itália. Em julho de 2020, recebeu o título de poliziotto ad honorem (policia ad honorem) pela Polícia do Estado. Em outubro do mesmo ano, recebeu um prémio especial da associação italiana de Oncologia Médica, e em dezembro foi eleito um símbolo positivo da Coalizione Italiana Libertà e Diritti Civili. (Coalizão Italiana para a Liberdade e os Direitos Civis)
Cavanna também foi autor de um dos primeiros estudos de tratamento oncológico durante a pandemia de COVID-19 fora da China, publicado na Future Oncology em maio de 2020.